# Стоффелс, Хендрикье
Хе́ндрикье Сто́ффелс (нидерл. Hendrickje Stoffels, 1626, Бредеворт — июль 1663, Амстердам) — модель и сожительница Рембрандта.

## Биография

### Юность
Хендрикье родилась в семье сержанта Стоффела Ягера и Мичтелд Ламбертс в городе Бредеворт. Стоффел занимался охотой для замка Бредевоорт. Со временем он стал почётным гражданином этого города, от него произошли многие знатные семьи, ведущие свой род и по сей день.
У Хендрикье было три брата — Хермен, Берент и Фрерик и три сестры, все старшие. Хермен и Берент служили солдатами в Бредевоорте.

### Амстердам
В 1647 году Хендрикье начала работать служанкой в доме у Рембрандта. После разрыва отношений художника с Гертье Диркс, она стала его близким другом. 25 июня 1654 года Рембрандт и беременная Хендрикье предстали перед Консисторией реформатской церкви по обвинению в блуде. Хендрикье призналась в связи с художником и святой суд потребовал, чтобы она прервала отношения с ним и отлучил её от святого причастия. Тем не менее, Хендрикье осталась с Рембрандтом. 30 октября 1654 года в церкви Аудекерк была крещена их дочь, названная Корнелией в честь матери Рембрандта (то же имя носили две умершие во младенчестве дочери Рембрандта от покойной жены Саскии).
15 декабря 1660 года Хендрикье и Титус (сын Саскии) официально зарегистрировали работающую с 1658 года после банкротства Рембрандта компанию по продаже произведений искусства, в которую наняли Рембрандта в качестве работника, тем самым они защитили художника от претензий кредиторов.
В августе 1661 года Хендрикье составила завещание, по которому оставляла все своё имущество дочери Корнелии. Рембрандт получал право пожизненного пользования, а Титус получал наследство в том случае, если у Корнелии не будет детей. 21 июля 1663 года Хендрикье скончалась.
Рембрандт не женился на Хендрикье Стоффелс, вероятнее всего потому, что по завещанию терял наследство Саскии «в случае заключения нового брака».
Корнелия в 1670 году вышла замуж за художника-миниатюриста Корнелиуса Шуита и вскоре после свадьбы вместе с мужем перебралась в Батавию (ныне столица Индонезии Джакарта). У неё было двое детей, которых она назвала Рембрандт и Хендрикье. Корнелия умерла во время третьих родов, а её дети не дожили до взрослого возраста.

## Значение для культуры
Рембрандт написал два портрета Хендрикье Стоффелс:
«Хендрикье Стоффелс у окна» (1655), Старая национальная галерея, Берлин и
«Хендрикье Стоффелс в бархатном берете» (1655), Лувр.
Предположительно ещё на трех картинах она была моделью:
«Купающаяся женщина» (1654), Лондонская Национальная галерея; «Вирсавия» (1654), Лувр; «Флора» (1654), Метрополитен-музей.

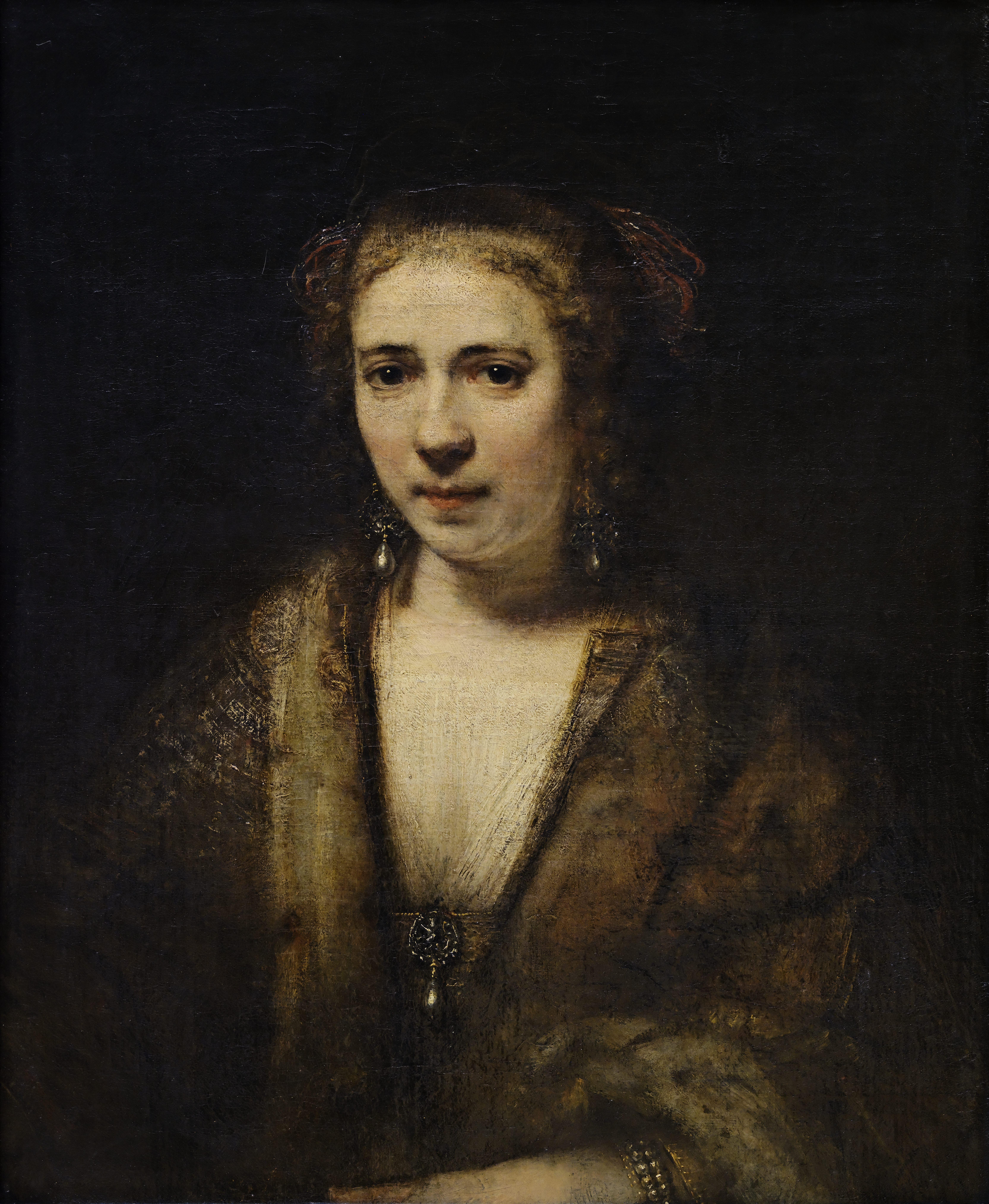
«Хендрикье Стоффелс в бархатном берете» (1655), Лувр
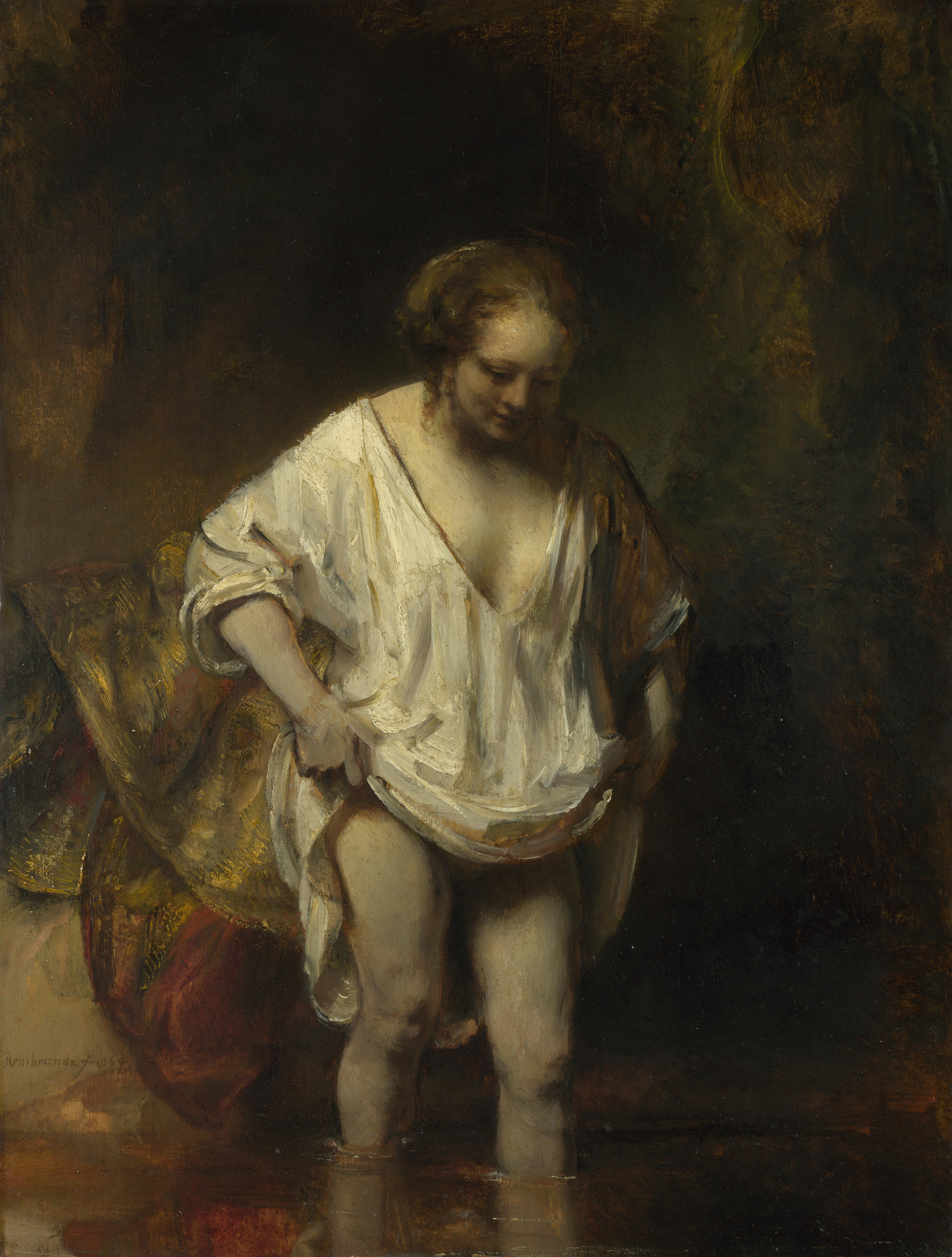
«Купающаяся женщина» (1654), Лондонская Национальная галерея
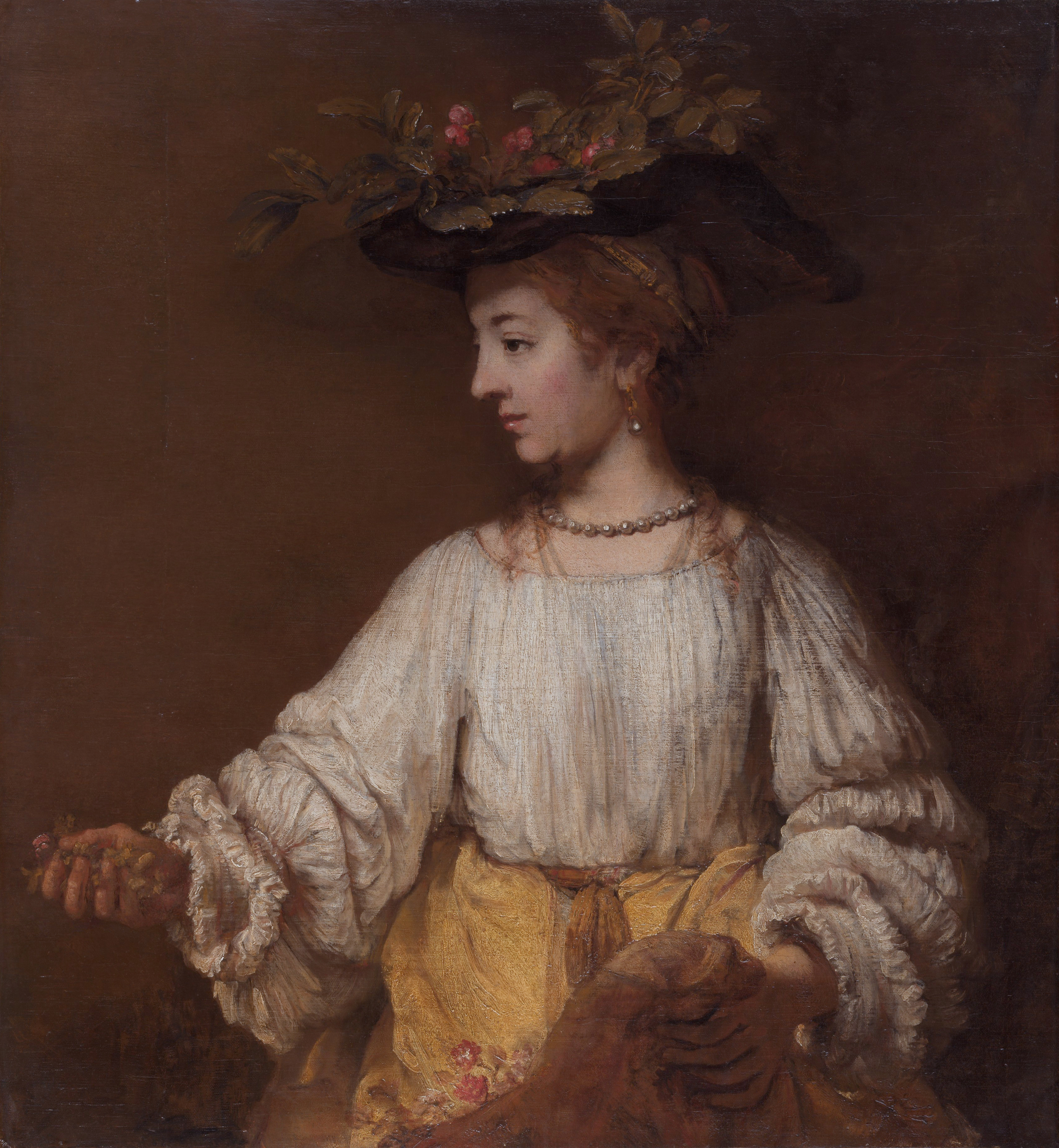
«Флора» (1654), Метрополитен-музей